# Список систем людського тіла

Системи органів

Системи органів (молочні залози входять і до екзокринної системи, і до статевої системи)

Головними системами людського тіла є: 
1. Серцево-судинна система:
  - Забезпечує рух крові тілом через серце, артерії і вени, доносить кисень і поживні речовини до органів, і клітин, а також виводить продукти обміну.
  - Зберігає температуру тіла на безпечному рівні.
2. Травна система і видільна система: 
  - Травна система видобовує з їжі поживні речовини і всмоктує їх в кров через шлунково-кишковий тракт, що включає рот, стравохід, шлунок і кишка.
  - Виводять відходи з організму
3. Ендокринна система: 
  - Впливає на роботу організму за допомогою гормонів.
4. Екзокринна система: 
  - Включає шкіру, волосся, нігті, потові залози і інші залози зовнішньої секреції.
5. Імунна система і лімфатична система:  
  - Захищає тіло від патогенів, що можуть нашкодити тілу.
  - Лімфатична система включає систему лімфатичних судин, що переносять по тілу прозору рідину - лімфу.
6. М'язова система:  
  - Забезпечує тілу можливість рухатись за допомогою м'язів.
7. Нервова система: 
  - Збирає і обробляє інформацію від відчуттів, через нерви і мозок, і каже м'язам скорочуватись, щоб виконувати фізичні дії.
8. Сечова система:
  - Фільтрує кров, щоб утворити сечу і позбутись від відходів.
9. Статева система:
  - Надає можливість розмножуватись.
10. Дихальна система:
  - Забезпечує рух повітря в і з легень, щоб видобути кисень і вивести вуглекислий газ.
11. Опорно-рухова система:
  - Утворює каркас, надає форму організму, дає йому опору та забезпечує захист внутрішніх органів і можливість пересування у просторі.